# Stanislav Petoukhov
Pour les articles homonymes, voir Petoukhov.
Temple de la renommée russe : 2014
Stanislav Afanassievitch Petoukhov - en russe : Станислав Афанасьевич Петухов, et en anglais : Stanislav Petukhov (né le 19 août 1937 à Moscou en URSS) est un joueur russe de hockey sur glace.

## Carrière de joueur
Durant sa carrière professionnelle il a évolué dans le championnat d'URSS sous les couleurs du Dynamo Moscou. Il termine avec un bilan de 388 matchs et 170 buts en élite.

## Carrière internationale
Il a représenté l'URSS à 46 reprises (19 buts) sur une période de cinq ans de 1959 à 1965. Il a remporté l'or aux Jeux olympiques de 1964 et le bronze en 1960. Il a participé à trois éditions des championnats du monde pour un bilan de deux médailles d'or et une de bronze.

## Statistiques
Pour les significations des abréviations, voir Statistiques du hockey sur glace.

### En équipe nationale
| Année | Équipe | Compétition |   | PJ | B | A | Pts | Pun                |  | Résultats |
| 1960  | URSS   | CM & JO     | 6 | 4  | 4 | 8 | 4   | Médaille de bronze |  |           |
| 1963  | URSS   | CM          | 7 | 4  | 4 | 8 | 4   | Médaille d'or      |  |           |
| 1964  | URSS   | CM & JO     | 5 | 4  | 1 | 5 | 2   | Médaille d'or      |  |           |